# グランドセイコー

グランドセイコー

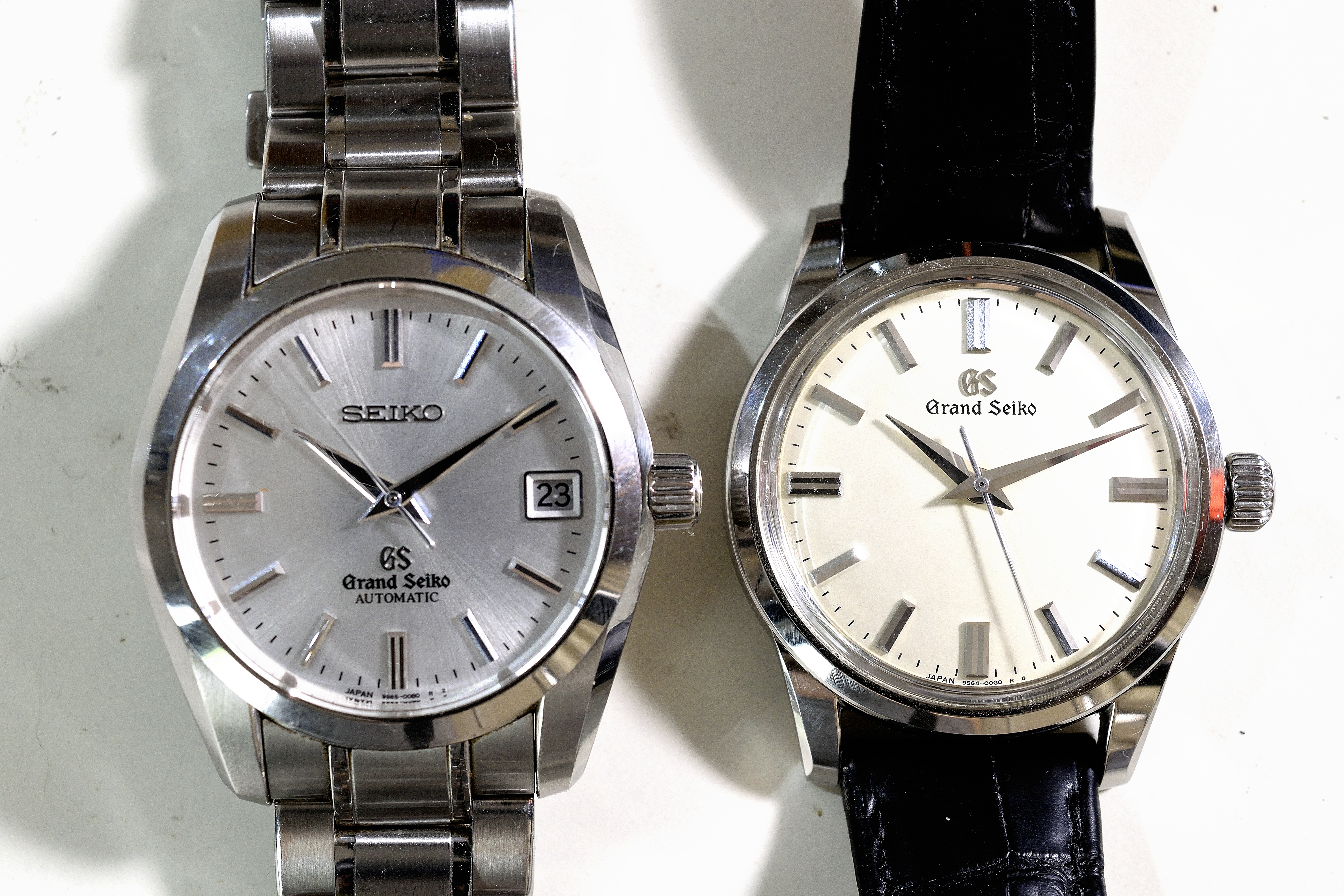
左は2017年以前のロゴ。
右は独立ブランド化した2017年以後のロゴを付けたSBGW231。

グランドセイコー（Grand Seiko）とは、日本の腕時計メーカーであるセイコーウオッチの高級腕時計ブランドのひとつ。1960年に当時の最高の技術と技能を盛り込みセイコーの頂点モデルとして誕生した。2010年から海外展開をはじめ、グランドセイコーのグローバル化とラグジュアリー化を推進するために2017年にセイコーから分離して独立ブランドとなった。2019年まではバーゼル・フェアで、2022年からはジュネーブサロン（SIHH）の後継のウォッチズ＆ワンダーズ ジュネーブで新作を発表しており、国際的にも高級腕時計ブランドとして高く評価されている。

## 特徴

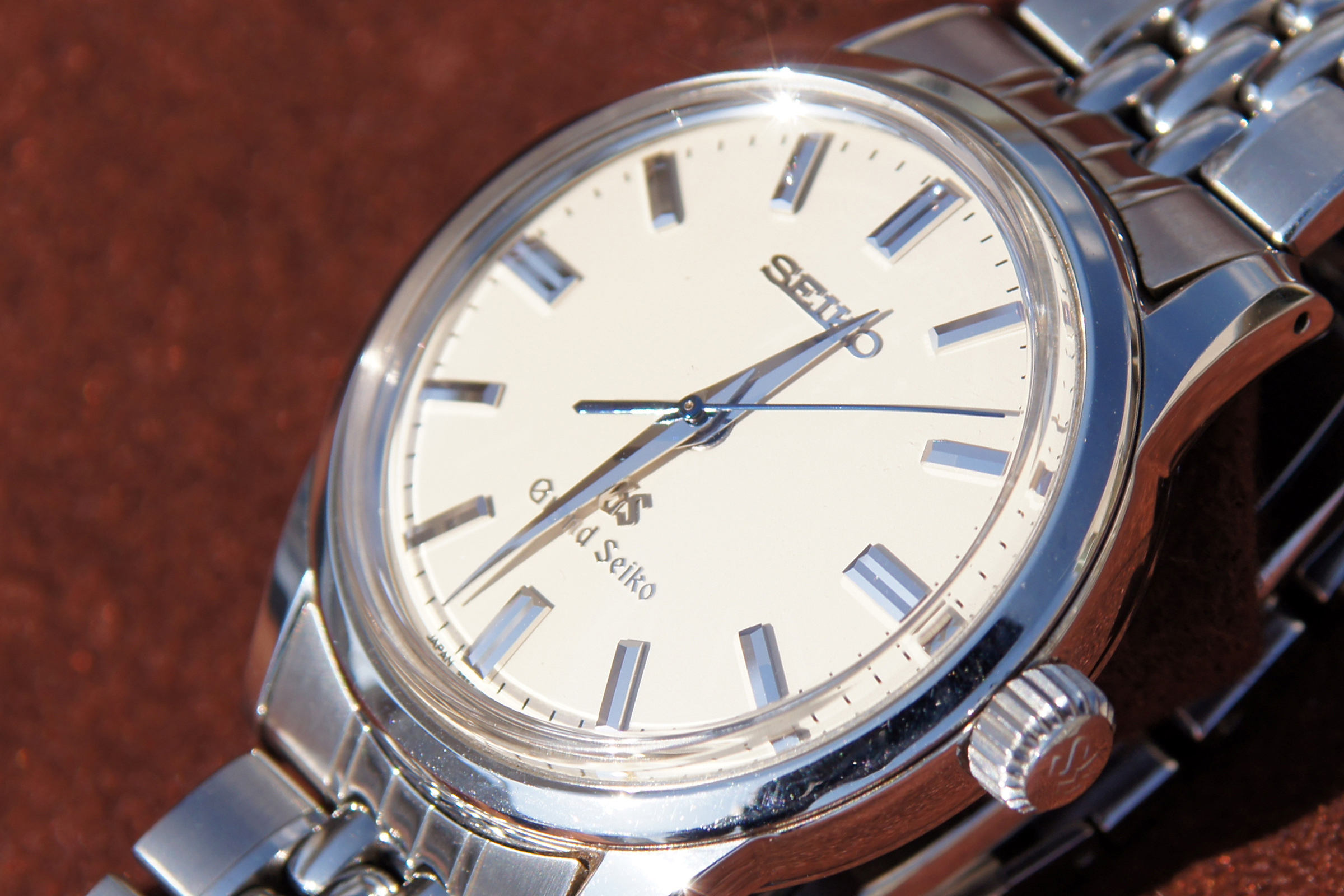
「セイコースタイル」のグランドセイコー SBGW005

初代モデルは1960年に諏訪精工舎（現セイコーエプソン）が、従来高級モデルであった「ロードマーベル」の更に上級のラインを標榜して開発された。初期は諏訪製の在来高級モデルの精度と外装仕上げ高度化からスタートしたが、その後1960年代を通じた発展で、東京・亀戸の第二精工舎（現セイコーインスツル）も並行して開発を手掛けるようになった。諏訪、亀戸両社の系列内競合開発で、高精度・高振動ムーブメントと質実剛健でコンサバティブな外装デザインによる独特のキャラクターを確立した。
また、機械式、クォーツ式に加え、第3の駆動方式として、機械式時計のムーブメントにクォーツの水晶振動子とICを組み合わせたハイブリッド機構ともいえるセイコー独自のスプリングドライブを採用していることも特徴である。グランドセイコーは部品の設計開発から製造・組み立て・検査・出荷まで全て日本国内の自社施設で行っており、クォーツとスプリングドライブはセイコーエプソン塩尻事業所の「信州 時の匠工房」、機械式は盛岡セイコー工業の「雫石高級時計工房」の「グランドセイコースタジオ 雫石」が製造を担当している。
2023年時点でグランドセイコーはブランド哲学として「THE NATURE OF TIME」を掲げており、その意味を、自然や季節の移ろいから発想を得ることと道を究めて本質に迫ろうとする日本の2つの精神性を表したものとしている。その哲学を基にした商品ラインアップは腕時計の性格とデザイン別に、マスターピースコレクション、エボリューション9コレクション、ヘリテージコレクション、スポーツコレクション、エレガンスコレクションの5つの商品群に分類されている。
時計のデザイン文法は「セイコースタイル」に基づいており、1967年に発売された機械式手巻き時計の44GSで確立された。2013年からは44GSを忠実に再現しながら現代の解釈を加えた「44GS 現代デザイン」が展開している。セイコースタイルの3つのデザイン方針は「平面を主体として、平面と二次曲面からなるデザイン。三次曲面は原則として採り入れない。」「ケース・ダイヤル・針のすべてにわたって、極力平面部の面積を多くする」「各面は原則として鏡面とし、その鏡面からは、極力歪みをなくす」ことであり、次の9つのデザイン要素で構成されている。
- フラットダイヤル
- 接線サイドライン
- 鏡面研磨されたケース平面
- 他のインデックスの2倍の幅を持つ12時インデックス
- 多面カットのインデックス
- 多面カットの太い時分針
- 鏡面研磨されたガラス縁上面
- 半ば胴に埋めたりゅうず
- 逆斜面形状のベゼル側面とケース側面

グランドセイコーのラインアップのうち「エボリューション9コレクション」は、「セイコースタイル」を発展させて2020年に誕生したデザイン文法「エボリューション9スタイル」に基づいたコレクションである。エボリューション9スタイルは審美性・視認性・装着性の3要素の進化をデザイン方針としていて、次の9つのデザイン要素で構成されている。
- フラットダイヤル（セイコースタイルから継承）
- 接線サイドライン（セイコースタイルから継承）
- 筋目を主体に鏡面と連ねた多面ケース（セイコースタイルから進化）
- 他の2倍以上の幅を持つ12時インデックス（セイコースタイルから進化）
- 深い溝を入れた多面的なダイヤカットインデックス（セイコースタイルから進化）
- 多面カットを施した長い分針と明確に違う幅広の時針（セイコースタイルから進化）
- 低重心なケース（新規）
- ケース径の1/2以上の幅を持つブレスレット（新規）
- しっかりした厚さをもたせたブレスレット（新規）

これを実現したエボリューション9コレクションのSLGH05（通称：白樺モデル）はいくつかの国際的な賞を獲り、ヘリテージコレクションのSBGA211（通称：雪白モデル）と共に世界的なヒット商品となり、バリエーションモデルも展開している。なおこのSLGH005は、2023 ワールド・ベースボール・クラシックの際に大谷翔平がラーズ・ヌートバーにプレゼントした時計ではないかと話題となった（セイコーが広告契約を結んでいる大谷に贈呈したモデルであるため）。
独立ブランド化した2017年以降は従来と一線を画したラグジュアリー化を推し進めており、2022年にはコンスタントフォースとトゥールビヨンの2つの複雑機構を同軸上に組み合わせて高精度を達成した世界初の腕時計「Kodo コンスタントフォース・トゥールビヨン（SLGT003）」を世界限定20本、価格4,400万円で発売した。

## 実績
スイス・ニューシャテル天文台とジュネーブ天文台ではクロノメーター検定(精度が基準値を上回るかどうかの検定。順位発表無し)や、スイスの時計業界の技術向上を目的としてクロノメーターコンクール(順位発表有り)を開催していた。
1964年にクロノメーターコンクールに初出展して以降年々順位を上げていたセイコーは、1967年に専用のムーブメントCal.052をもって4度目の挑戦を行う。
結果2位を獲得した。
1967年のコンクールでは検定途中に順位発表は行わず、参加企業にだけ伝えるという運営規則の変更が成された。なお1967年以降、ニューシャテル天文台ではコンクールは一度も開催されていない。
翌1968年のジュネーブ天文台コンクールではセイコーが総合４～10位を占め、1〜3位はスイスのクウォーツ式の時計だったので機械式では世界一の精度だった。こちらのジュネーブ天文台コンクールも1968年以降コンクールは一度も開催されていない。
この開催中止についてスイス側はクォーツ式の登場などにより、精度を競うコンクールの意味が無くなったためとしている。
翌1968年、ニューシャテル天文台のクロノメーター検定に、セイコーはエントリーした100個のうち合格した73個のグランドセイコーを1969年に一般向けに18万円で発売した。続く1969年から1970年にかけて、合格した153個の"Cal.4580"を、45グランドセイコーV.F.A.（Very Fine Accuracy ）として市販した。

## 規格
ロレックス等のスイス高級時計メーカーは自社製品がスイス公認クロノメーター規格の検査に合格することを、高級時計である証のひとつだとしている。一方、セイコーは公認クロノメーター規格より厳しい独自の「グランドセイコー規格」（GS規格）を策定し、1960年代中期以降は合格したものを出荷している。
1969年、61グランドセイコーV.F.A(諏訪精工舎・自動巻)、45グランドセイコーV.F.A.(第二精工舎・手巻)が登場した。
1988年、年差10秒を実現した最高級クォーツとしてグランドセイコーが復活（セイコーグランドクオーツ）。
1998年、新時代の（機械式）グランドセイコー規格とともに、機械式グランドセイコーが復活した。

## 保守
セイコーは、グランドセイコーの修理に必要な部品もしくは代替部品を、ムーブメント（時計駆動装置）を含め、製品生産終了時点から最低10年間は保持することを公称しており、1988年以降に作られたグランドセイコーのムーブメントの部品は入手できる。しかし、スイス製高級時計の部品のように国内外の一般時計修理店で純正部品が入手可能な体制にはなっていない。

## 年表
- 1960年12月 - 諏訪精工舎から初代グランドセイコーが発売。「ロードマーベル」の外装をグレードアップし、「クラウン」（1959年発売）用5振動Cal.560の精度を高めたCal.3180を搭載した。発売時の価格は25000円。
- 1964年 - カレンダーを搭載した2代目グランドセイコー（430）登場。
- 1966年 - 初の自動巻グランドセイコー（62GS）が登場。
- 1967年 - 第二精工舎（亀戸）がグランドセイコーの生産を開始（44GS）。
- 1968年 - 高振動ムーブメントを搭載した45GS（手巻・亀戸）、61GS（自動巻・諏訪）が登場。ニューシャテル天文台クロノメーター検定にキャリバー4520Aを出品。
- 1969年 - 前年に天文台クロノメーター検定に合格した73個を天文台クロノメーターとして販売。
- 1969年 - 天文台クロノメーター検定に30個の個体を出品し25個が合格。(キャリバー4580)。
- 1970年 - 天文台クロノメーター検定に150個の個体を出品し128個が合格。(キャリバー4580)。
- 1970年 - 薄型小型軽量化を進めた56GS（自動巻・諏訪）が登場。
- 1975年 - クオーツの普及とともに高級実用機としての使命を終え、一旦姿を消す。
- 1988年 - 高級クオーツとしてグランドセイコーが復活（セイコーグランドクオーツ）。
- 1993年 - 高級クオーツキャリバー9F系を搭載したグランドセイコーが登場。
- 1998年 - 機械式のグランドセイコーが復活。新設計の9S系ムーブメントを搭載。このモデルから盛岡セイコー工業に生産が移管された。
- 1999年 - 世界初のスプリングドライブ（7R68）が登場。
- 2004年 - スプリングドライブ（キャリバー9R65）搭載モデルが登場。
- 2007年 - スプリングドライブ クロノグラフモデル（キャリバー9R86）が登場。
- 2009年 - 10振動の機械式モデル（キャリバー9S85）が登場。
- 2017年 - セイコーから独立したブランドで展開される（同年4月生産分から「SEIKO」のロゴが除去された）。
- 2018年 - セラミックスを使用したモデルが発売される。
- 2019年 - セイコーのドレスウォッチであるクレドールがセイコーブランドから分離された事に伴い、「セイコープレミアムサロン」が「グランドセイコーサロン」と「クレドールサロン」の2つに分離[17]。

## ギャラリー
- SBGW231 正面図
- SBGW231 側面図
- SBGW231 裏面図
9S64手巻ムーブメント
- SBGR051 正面図
- SBGR051 側面図
- SBGR051  裏面図
9S65自動巻ムーブメント
- SBGR037
- ハイビート デイデイト 5646-7000